# Cezary
Cezary – łacińskie imię męskie o nieustalonej do końca etymologii. Jedną z koncepcji jest pochodzenie tego imienia od rzeczownika caesaries – „długie włosy, czupryna”, być może też od słowa caedere (ciąć, wycinać), co miało oznaczać: wycięty z łona matki (stąd pojęcie „cesarskie cięcie”). Jego żeńskie odpowiedniki to Cezaryna i Cezaria.
Od imienia tego wziął się tytuł używany przez władców Imperium Rzymskiego (Caesar; używany obok przydomka Augustus), co pochodzi z czasów panowania Gajusza Juliusza Cezara. Tytuł ten został spolszczony jako cesarz, a np. w Rosji – car.
Imię używane w Polsce od XV wieku. W roku 1399 poświadczone wystąpienie imienia Cezar, a w 1478 pojawia się forma Cezary. Jest ona spolonizowanym wariantem łacińskiego Caesarius.
W styczniu 2025 r. w rejestrze PESEL, wśród publicznie dostępnych danych dotyczących osób żyjących, wykazano 47464 mężczyzn o imieniu Cezary nadanym jako imię pierwsze. Dla porównania, najczęściej nadane jako męskie imię pierwsze – Piotr, nosi 686017 osób.
Cezary imieniny obchodzi: 25 lutego, 8 kwietnia, 15 kwietnia, 20 kwietnia, 27 lipca, 22 sierpnia, 27 sierpnia, 3 listopada, 27 grudnia i 28 grudnia.
Odpowiedniki w innych językach:
- esperanto: Cezaro[3].

## Mężczyźni o imieniu Cezary
- Cezary z Arles – święty, biskup (470–542), wspomnienie obchodzone 27 sierpnia
- Cezary Dobies – polski poeta, pisarz
- Cezary z Nazjanzu – święty, pustelnik (330–369), wspomnienie obchodzone 25 lutego
- Cezary Grabarczyk – polski polityk
- Cezary Harasimowicz – polski pisarz, scenarzysta filmowy
- Cezary Kucharski – polski piłkarz
- Cezary Leżeński – polski pisarz, dziennikarz, b. Kanclerz Międzynarodowej Kapituły Orderu Uśmiechu
- Cezary Morawski – polski aktor
- Cezary Nowak – polski aktor
- Cezary Olszewski – polski tancerz
- Cezary Pazura – polski aktor
- Cezary Szyfman – polski śpiewak
- Cezary Trybański – polski koszykarz
- Cezary Wilk – polski piłkarz
- Cezary Zamana – polski kolarz
- Cezary Żak – polski aktor
- Cezary Makiewicz – polski muzyk